# Capoeta turani
Capoeta turani és una espècie de peix cipriniforme de la família dels ciprínids.